# Jerntræ-slægten
Jerntræ-slægten (Lophira) er tropisk og udbredt i Afrika. Her nævnes kun den ene art, som har økonomisk betydning i Danmark.
| Arter |

- Jerntræ (Lophira alata)